# Edificio del Banco de España (Tarragona)
El antiguo edificio del Banco de España en Tarragona es un inmueble ubicado en la ciudad española de Tarragona, en Cataluña. Proyectado por los arquitectos José Yárnoz Larrosa y Juan de Zavala en 1927, se sitúa en la confluencia de la Rambla Nova y la Avenida Pau Casals y fue inaugurado el 24 de septiembre de 1929. En marzo de 2010 pasó a ser de titularidad municipal y está catalogado como Bien Local de Interés Cultural.

## Descripción
El proyecto para la Sucursal del Banco de España en Tarragona se presentó en Madrid en junio de 1927, tras la compra de un solar a varios propietarios en la Rambla de San Juan con la avenida de Ramón y Cajal (actualmente denominadas Rambla Nova y Avenida Pau Casals, respectivamente). El edificio se terminó dos años más tarde, en septiembre de 1929.
El edificio de estilo academicista con una superficie cercana a los 3.000 metros cuadrados, cuenta con cuatro plantas: dos plantas en altura, la planta baja y una planta subterránea. La fachada del edificio es completamente simétrica y se observan seis columnas jónicas. En la planta baja, tanto las puertas como ventanales tienen arcos de medio punto. En la parte superior de la fachada se observa un friso con el nombre de la entidad y una cornisa con escudo en el centro de la misma.
Tras la cierre de la sede en 2003, pasó a titularidad del Ayuntamiento de Tarragona en 2010 y tras múltiples intentos de dotar al edificio de un nuevo uso público, está planificado que en 2023 se convierta en un centro de divulgación científica.

## Antiguas sedes en la ciudad
El Banco de España comenzó sus operaciones en Tarragona el 1 de mayo de 1878 en la calle Smith n.º 6, propiedad del comisionado Joaquín Rius Montaner. En 1887 se trasladó, también en régimen de alquiler, a la calle de Apodaca n.º 3, tras finalizar las obras de adaptación de la misma.